# Wikariat apostolski Donkorkrom
Wikariat apostolski Donkorkrom – jednostka podziału administracyjnego Kościoła katolickiego w Ghanie. Powstała w 2007 jako prefektura apostolska. Wikariat apostolski od 2010.